# Contribuinte
Contribuinte é o sujeito passivo de uma obrigação tributária. Em outros termos, é aquele que se sujeita, por previsão legal, ao pagamento de tributos ao fisco.
No Brasil, os contribuintes são registrados no Cadastro de Pessoas Físicas (CPF), se pessoas naturais, ou no Cadastro Nacional de Pessoas Jurídicas (CNPJ), se forem sociedades ou firmas individuais.

## Contribuintes dos impostos federais brasileiros
A Constituição brasileira de 1988 estabelece que fatos geradores, bases de cálculo e contribuintes dos impostos devem ser definidos por lei complementar.
Segundo o Código Tributário Nacional, os contribuintes dos impostos federais são os esquematizados na tabela abaixo:
| Imposto | Contribuinte |
| --- | --- |
| Imposto sobre a Importação                                                                                       | a) o importador ou quem a lei a ele equiparar; b) o arrematante de produtos apreendidos ou abandonados. |
| Imposto sobre a Exportação                                                                                       | o exportador ou quem a lei a ele equiparar. |
| Imposto sobre a Propriedade Territorial Rural                                                                    | o proprietário do imóvel, o titular de seu domínio útil, ou o seu possuidor a qualquer título. |
| Imposto sobre Operações de Crédito, Câmbio e Seguro, e sobre Operações Relativas a Títulos e Valores Mobiliários | qualquer das partes na operação tributada, como dispuser a lei. |
| Imposto sobre a Renda e Proventos de Qualquer Natureza                                                           | o titular da disponibilidade de renda ou proventos de qualquer natureza, sem prejuízo de atribuir a lei essa condição ao possuidor, a qualquer título, dos bens produtores de renda ou dos proventos tributáveis.                                                                         |
| Imposto sobre Produtos Industrializados                                                                          | a) o importador ou quem a lei a ele equiparar; b) o industrial ou quem a lei a ele equiparar; c) o comerciante de produtos sujeitos ao imposto, que os forneça aos contribuintes definidos no inciso anterior; d) o arrematante de produtos apreendidos ou abandonados, levados a leilão. |